# Parafia Miłosierdzia Bożego w Brzegu
Parafia Miłosierdzia Bożego – rzymskokatolicki parafia w Brzegu. Parafia należy do dekanatu Brzeg południe w archidiecezji wrocławskiej.

## Historia parafii
Parafia została erygowana w 1992 roku. Jest najmłodszą parafią w mieście. Proboszczem od 2012 roku jest ks. Marcin Czerepak.

## Liczba parafian i zasięg parafii
Parafię zamieszkuje 13 247 katolików a swym zasięgiem duszpasterskim obejmuje ona mieszkańców miejscowości:
- Pępice,
- Żłobizna

oraz mieszkańców ulic w Brzegu:

- Broniewskiego,
- Brzechwy,
- Chocimska,
- Ciepłownicza,
- Cisowa,
- M. Dąbrowskiej,
- pl. Dąbrowskiego,
- Dłuskiego,
- Działkowa,
- Elektryczna,
- Fredry,
- Gdańska,
- Górnośląska,
- Grudziądzka,
- Jana Króla III,
- Janczarskiego,
- Jaśminowa,
- Jodłowa,
- Kani,
- Kasztanowa,
- Katowicka,
- Kochanowskiego,
- Konopnickiej,
- Kopernika,
- Korczaka,
- Kościuszki,
- Korfantego,
- Kusocińskiego,
- Lipowa,
- 1 Maja,
- ks. K. Makarskiego,
- Makuszyńskiego,
- Marysieńki,
- Modrzewiowa,
- Morcinka,
- Norwida,
- Orzeszkowej,
- Platanowa,
- Poprzeczna,
- Porazińskiej,
- Poznańska,
- Prusa,
- Ptasia,
- Roweckiego,
- Składowa,
- M. Curie-Skłodowskiej,
- Słowackiego,
- Jakuba Sobieskiego,
- Sucharskiego,
- Starobrzeska,
- Struga,
- Szancera,
- Tetmajera,
- Topolowa,
- Toruńska,
- Tuwima,
- Bohaterów Westerplatte,
- Wiedeńska,
- Wierzbowa,
- Włościańska,
- Zapolskiej,
- Żeromskiego[1].

## Inne kościoły i kaplice
- Kościół Najświętszej Maryi Panny Różańcowej w Pępicach – kościół filialny.

### Zgromadzenia i zakony
- Zgromadzenie Pocieszycieli Boskiego Serca Jezusowego z Gethsemani (Księża Pocieszyciele) w Pępicach.

### Cmentarze
- Cmentarz komunalny Brzeg 2,
- Cmentarz parafialny w Pępicach.

## Parafialne księgi metrykalne
| Księgi metrykalne | Okres ewidencji |
| ----------------- | --------------- |
| chrztów           | 1992 -          |
| ślubów            | 1992 -          |
| zgonów            | 1992 -          |

## Wspólnoty i grupy parafialne
- Żywy Różaniec,
- Odnowa w Duchu Świętym,
- Eucharystyczny Ruch Młodych,
- Akcja Katolicka,
- Krąg Biblijny,
- Lektorzy,
- Ministranci,
- Schola parafialna „Faustynki”,
- Straż Honorowa Najświętszego Serca Jezusowego i Niepokalanego Serca Maryi[1].